# Jen Lilley
Jen Lilley (Roanoke, Virginia; 4 de agosto de 1984) es una actriz y cantante estadounidense más conocida por haber interpretado a Maxine Jones en la serie General Hospital, a Natalie Cardin en la serie Youthful Daze y a Theresa Donovan en la serie Days of Our Lives.

## Biografía
Es la segunda mayor de cuatro hermanos: tiene dos hermanos Michael Lilley y Ryan Lilley, y una hermana Katherine Lilley.
Se graduó de la "Cave Spring High School" en 2003.
Es buena amiga del actor Eric Martsolf.
En 2004 comenzó a salir con Jason Wayne. El 26 de mayo de 2007 la pareja se casó. En octubre de 2016 recibieron su licencia para convertirse en padres adoptivos. Adoptaron a dos medio hermanos, Kayden y Jeffrey, en 2019 y ese mismo año le dieron la bienvenida a su primera hija biológica, Julie. En octubre de 2021 se hizo público que Lilley estaba embarazada por segunda vez. El 12 de mayo de 2022 nació su hija Jackie Grace.

## Carrera
Jen ha aparecido en comerciales para la televisión de Oovoo Online Communications, Pause PSA, Pizza Hut, Taco Bell y para Xbox junto a Burt Reynolds.
Realizó varios conciertos en Guatemala a la edad de 16 años, junto a su grupo obtuvieron el "National Educators Award of Guatemala".
En el 2007 interpretó a una modelo de traje de baño en un episodio de la segunda temporada de la serie infantil de Disney, Hannah Montana.
En 2010 apareció como invitada en la serie Castle donde dio vida a Julia Foster, la asistente de Daniel Goldstein (Billy Atchison).
El 28 de septiembre de 2011 se unió al elenco de la popular serie General Hospital donde reemplazó por once meses a la actriz Kirsten Storms en el papel de Maxie Jones, mientras se encontraba de licencia médica, hasta el 20 de agosto de 2012.
El 3 de julio de 2013 se unió al elenco principal de la exitosa serie Days of Our Lives donde interpretó a la empresaria Jeannie Theresa Donovan, la hija de Shane Donovan (Charles Shaughnessy) y Kimberly Brady (Patsy Pease), y esposa de Brady Black (Eric Martsolf), hasta el 18 de noviembre de 2016. Previamente el papel de Theresa fue interpretado por las actrices infantiles Hannah Taylor Simmons de 1990 a 1991, por Emily y Alicia Pillatzke de 1991 a 1992 y finalmente por Caitlin Wachs y Gabriella Massari en 1992.
Ese mismo año obtuvo un papel secundario en la película One Small Hitch donde interpretó a Larissa, una de las mejores amigas de Molly Mahoney (Aubrey Dollar).
También se unió al elenco principal de la película The Book of Esther donde dio vida a Esther, una joven judía, que es elegida como la nueva reina consorte del Rey Xerxes I de Persia (Joel Smallbone).
En 2014 se unió al elenco de la serie Youthful Daze donde dio vida a Natalie Cardin, hasta el 2015. Ese año junto al actor Eric Martsolf lanzaron el sencillo "Baby It's Cold Outside".
En el 2015 grabó un álbum de larga duración con Capital Records. El 24 de noviembre del mismo año lanzó su primer álbum de Navidad titulado Tinsel Time, el álbum que obtuvo el número uno en los charts de Amazon Swing, posteriormente fue lanzado a la venta para CD y para descarga en Amazon.com.
Ese mismo año se unió al elenco principal de la película para la televisión navideña The Spirit of Christmas donde interpretó a Kate Jordan, una joven que es enviada a una mansión para venderla antes de Navidad, pero que termina encontrándose con Daniel Forsythe (Thomas Beaudoin), un joven hombre que muere luego de ser atacado por su primo, y cuyo espíritu aleja a los posibles compradores de su mansión, sin embargo ambos terminan enamorándose.
En 2016 apareció como invitada en un episodio de la popular serie médica Grey's Anatomy donde dio vida a Kara Fisher, una joven mujer que tiene un accidente automovilístico mientras se encontraba yendo al funeral de su padre, durante el episodio "I Ain't No Miracle Worker".
En enero del 2017 aparecerá en la película Mommy I Didn't Do It, la cual es la secuela de la película The Wrong Woman estrenada en el 2013.
Ese mismo año se unió al elenco principal de la película A Dash of Love donde interpretó a la aspirante a chef Nikki Turner.
Y al elenco de la película Eat, Play, Love donde interpretó a la doctora Carly Monroe, una veterinaria que termina enamorándose de Dan Landis (Jason Cermak), el dueño de un refugio de perros.
También se unió al elenco de la película Harvest Love donde dio vida a la doctora Luna Gilson, una viuda que decide visitar la granja de su abuelo para reconectarse con su hijo, y en donde encuentra nuevamente el amor con el gerente Will Nash (Ryan Paevey).

## Beneficencia
En 2014 viajó a Georgia, donde fue presentadora y cantó una canción en un concierto benéfico con "SOWEGA Art Performance" para recaudar fondos para ONEless Ministries, encargado de hacer conciencia contra el tráfico humano. El 5 de diciembre del mismo año, actuó en un concierto benéfico en Nueva York.

## Filmografía

### Series de televisión
| Año         | Título                             | Personaje         | Notas                                   |
| ----------- | ---------------------------------- | ----------------- | --------------------------------------- |
| 2013 - 2016 | Days of Our Lives                  | Theresa Donovan   | 457 episodios                           |
| 2016        | The Encounter                      | Nora Huber        | episodio "Just Believe"                 |
| 2016        | Grey's Anatomy                     | Kara Fisher       | episodio "I Ain't No Miracle Worker"    |
| 2014 - 2015 | Youthful Daze                      | Natalie Cardin    | 48 episodios                            |
| 2014        | Dating in LA and Other Urban Myths | Chloe             | 8 episodios                             |
| 2013        | The Crazy Ones                     | Claire            | episodio "Bad Dad"                      |
| 2013        | The Dark Knight Retires            | Carly             | 2 episodios                             |
| 2011 - 2012 | General Hospital                   | Maxine Jones      | 114 episodios                           |
| 2011        | Disaster Date                      | Varios Personajes | 18 episodios                            |
| 2011        | iCarly                             | Monie             | episodio "iParty with Victorious"       |
| 2011        | Rules of Engagement                | Barista           | episodio "The Power Couple"             |
| 2010        | Castle                             | Julia Foster      | episodio "Punked"                       |
| 2009        | Criminal Minds                     | Megan Chertow     | episodio "The Eyes Have It"             |
| 2008        | Ingles Ya!                         | Sirena            | 19 episodios                            |
| 2008        | Two and a Half Men                 | Dama de Honor     | episodio "Rough Night in Hump Junction" |
| 2007        | Hannah Montana                     | Modelo            | episodio "That's What Friends Are For?" |

### Películas
| Año  | Título                                       | Personaje         | Notas                                                                                             |
| ---- | -------------------------------------------- | ----------------- | ------------------------------------------------------------------------------------------------- |
| 2017 | Harvest Love                                 | Dra. Luna Gilson  | junto a Ryan Paevey, Brenden Sunderland, Chiara Zanni, Aaron Craven, Dean Petriw y Tom Pickett    |
| 2017 | Eat, Play, Love                              | Dra. Carly Monroe | junto a Jason Cermak, Lee Majors, Lindsay Wagner, Lucie Guest, Emily Maddison y Eduard Witzke     |
| 2017 | A Dash of Love                               | Nikki Turner      | junto a Brendan Penny, Paul Dellucci, Peri Gilpin, Kandyse McClure y Frances Flanagan             |
| 2017 | Galileo                                      | Lauren            | junto a Santino Fontana, Dania Ramírez, Makenzie Moss, Maria Conchita Alonso y Kristen Dalton     |
| 2017 | The Wedding Do Over                          | Sandy Brantwell   | junto a Nicole Anderson, Parker Young, Karissa Lee Staples, Stephen Colletti y Carolyn Hennesy    |
| 2017 | Mommy I Didn't Do It                         | -                 | junto a Danica McKellar, Jonathan Bennett, Jaleel White, Jamie-Lynn Sigler y Veronica Cartwright  |
| 2016 | Crossing Streets                             | Cate Anderson     | junto a Kevin Nichols, Chris Cleveland, Zack Peladeau, Laura Avnaim y Alex Miller                 |
| 2016 | Where Are You, Bobby Browning?               | Patsy             | junto a Matt Dallas, Randy Wayne, Cassi Thomson, Irene Santiago y Samantha Cope                   |
| 2015 | The Spirit of Christmas                      | Kate Jordan       | junto a Thomas Beaudoin, Robert Walsh, Bates Wilder, Brett Leigh y Joanna Herrington              |
| 2013 | Revelation Road 2: The Sea of Glass and Fire | Rachel            | junto a David A.R. White, Brian Bosworth, Eric Roberts, Steve Borden y Ray Wise                   |
| 2013 | The Book of Esther                           | Esther            | junto a Joel Smallbone, Thaao Penghlis, Robert Miano, Russell Wolfe y Mark Irvingsen              |
| 2013 | Revelation Road: The Beginning of the End    | Rachel            | junto a David A.R. White, Brian Bosworth, Andrea Logan White, Eric Roberts, Noell Coet y Ray Wise |
| 2013 | One Small Hitch                              | Larissa           | junto a Aubrey Dollar, Shane McRae, Rebecca Spence, Robert Belushi, Daniel J. Travanti y Ron Dean |
| 2011 | The Artist                                   | Espectadora       | junto a Jean Dujardin, Bérénice Bejo, Uggie, John Goodman, James Cromwell y Penelope Ann Miller   |

### Departamento de música
| Año  | Título             | Notas    |
| ---- | ------------------ | -------- |
| 2015 | A Christmas Melody | cantante |

### Productora
| Año  | Título          | Notas                         |
| ---- | --------------- | ----------------------------- |
| 2007 | Born Into Mafia | productora asociada           |
| 2006 | Rotten          | corto - gerente de producción |
| 2006 | Swedish Auto    | asistente de producción       |

## Premios y nominaciones
| Año  | Categoría                 | Premio    | Serie         | Resultado |
| ---- | ------------------------- | --------- | ------------- | --------- |
| 2015 | Best Lead Actress - Drama | ISA Award | Youthful Daze | Nominada  |